# Panaches de mer, Lithophytes et Coquilles
Panaches de mer, Lithophytes et Coquilles est une peinture à l'huile sur toile daté de 1769, de l'artiste peintre française Anne Vallayer-Coster (1744-1818), conservée au musée du Louvre à Paris.

## Historique
Le tableau est exposé publiquement au Louvre, pour le Salon de l'année 1771, par Anne Vallayer-Coster, qui vient d'être reçue à l'Académie royale de peinture et de sculpture, où seules quatorze femmes ont été acceptées avant la Révolution française. Il a pour pendant Un vase, des minéraux, des cristallisations et trois bocaux sur une table, aujourd'hui perdu.
Il a été acquis par le Louvre en vente publique le 14 décembre 1992 à Paris, à l'hôtel Drouot (étude Ader et Tajan).

## Analyse
Anne Vallayer-Coster se distingue dès ses premières œuvres dans le genre des natures mortes, se situant dans la voie de Jean Siméon Chardin, parvenu alors au sommet de sa carrière et déjà déclinant. Elle lui emprunte le cadre minéral et dépouillé de sa composition, sur un parapet de pierre ébréché, ainsi que la disposition très pittoresque des coquillages, des éponges , des coraux et des panaches de mer, sujets de sa peinture.
Ces sujets relèvent à la fois des caprices sophistiqués de la mode « rocaille » et des objets d'études des cabinets scientifiques du siècle des Lumières. Le tableau est désigné dans le livret du Salon comme représentant des « morceaux d'Histoire naturelle », à l'identique des pièces des collections scientifiques rassemblées par les collectionneurs parisiens les plus éminents, comme Louis-François de Bourbon-Conti, son premier propriétaire.
La disposition faussement désinvolte des choses sur la toile révoque toute organisation taxinomique rigoureuse et puise au pittoresque coloré et chatoyant des compositions rocailles de François Boucher et des boutiques de luxe où s'amoncelaient les colifichets laqués, les porcelaines de prix et les coquillages sertis dans des montures orfévrées.

## Exposition
Cette peinture est exposée dans le cadre de l'exposition Les Choses. Une histoire de la nature morte au musée du Louvre du 12 octobre 2022 au 23 janvier 2023, parmi les œuvres de l'espace nommé « Sélectionner, collectionner, classer ».